# Anjaam
Anjaam (Hindi: अंजाम, Urdu: انجام, español: Consecuencia), pronunciado como andyaam, es una película dramática de Bollywood estrenada el 22 de abril de 1994. Dirigida por Rahul Rawail, está protagonizada por Madhuri Dixit, Shahrukh Khan, Deepak Tijori, Himani Shivpuri, Tinnu Anand, Kalpana Iyer y Kiran Kumar. La música de la película fue compuesta por Anand-Milind con letras escritas por Sameer. La película trata de la consecuencia o el resultado ( Anjaam) de que el más mínimo error puede arruinar la vida. También se centra en las atrocidades cometidas contra las mujeres. 
Esta fue la primera vez que Madhuri Dixit y Shahrukh Khan fueron emparejados juntos, Khan y Dixit fueron elogiados por sus respectivas actuaciones. Madhuri Dixit ganando un Filmfare, teniendo una nominación como Mejor Actriz por su papel pero ganó el premio por su actuación en Hum Hain Koun Aapke ..!. Shahrukh Khan fue presentado de nuevo en un papel negativo - que recibió el Filmfare Premio al Mejor Villano por su actuación. Fue nominado para el mismo premio el año pasado por su interpretación en Yash Chopra 's Darr. La película fue un fracaso en el momento de la liberación, pero desde entonces ha logrado un estatus de clásico de culto. 

## Reseña
Vijay Agnihotri (Shah Rukh Khan) proviene de una familia rica y es muy mimado, así como psicópata. Se encuentra con Shivani (Madhuri Dixit) en un avión mientras trabaja como una asistente de vuelo con el que instantáneamente se enamora, pero ella no muestra ningún interés en él - esto no impide que Vijay esté con ella, sin embargo él continúa con ella, sólo para ser rechazado en todo momento. Vijay informa a su madre que él tiene la intención de casarse con Shivani. Cuando se acercan a la familia de Shivani con una propuesta, son testigos de que Shivani había casado con otro hombre llamado Ashok. Vijay es ahora el corazón roto. Shivani y Ashok deciden trasladarse a Estados Unidos. 
Cuatro años después, Vijay todavía no puede olvidar Shivani y repetidamente rechaza las propuestas de matrimonio traído por su madre. Él se encuentra con Shivani una y Ashok que tienen una hija llamada Pinky. Vijay hace amigo de Ashok con un falso proyecto de la aerolínea, así como la esperanza de acercarse a Shivani. Ashok es totalmente ajeno a las intenciones reales de Vijay, ignorando de ese modo sus acciones perturbantes; él no le cree a Shivani cuando ella trata de convencerlo de lo que Vijay está planeando algo contra ellos. 
Un día, Ashok golpea a Shivani después de tener una discusión. Vijay al ser testigo de esto, severamente golpea a Ashok, dejándolo inconsciente. Cuando Ashok está siendo atendido en el hospital, Vijay quita la máscara de oxígeno manteniendo Ashok sin suministro de oxígeno, causándole la muerte por ello. Shivani intenta convencer a la policía de que Vijay es responsable de la muerte de Ashok. Sin embargo, Vijay soborna a su amigo, el inspector Arjun Singh, para proporcionar una coartada, es decir, el juez no podía creerle a Shivani y Vijay está en libertad sin cargos. Vijay luego se acerca a la casa de Shivani y le ruega que decir que ella lo ama. Cuando ella se niega, él encierra a Shivani por su intento de asesinato y que es condenada a tres años de prisión, mientras que Pinky se coloca bajo el cuidado de la hermana y el borracho cuñado (Tinu Anand) de Shivani. Su cuñado trata a Pinky muy mal que finalmente la lleva a huir con la ayuda de su tía. Vijay accidentalmente mata a la hermana y la hija de Shivani pasando su coche por encima de ellos. Shivani se informa acerca de su muerte y se da cuenta Vijay es el que las mató. Shivani decide ir a cualquier extremo para buscar venganza. En un intento de escapar, ella presenta una queja acerca de la brutalidad de su guardia de la prisión. Una vez más se tiene en cuenta su petición. En la cárcel se llega a saber que ella está embarazada de Ashok. Cuando el guardia de la prisión se entera de que Shivani trató de quejarse, ella le da una paliza severa que hace que ella tenga un aborto. Shivani pronto mata al guardia de la prisión arrastrándola a la horca y le colgaba de su cuello. Pero como no hay pruebas, no es condenada por ello. 
Tres años más tarde, Shivani es liberada de prisión. En primer lugar, ella va a casa de su cuñado y lo mata por ahogándolo con billetes rupias y la masticación de una cantidad importante de carne de su brazo. Inspector Singh se entera sobre el asesinato y la sospecha de Shivani. Él intenta violarla en un granero, pero el granero estaba en llamas matándolo en el proceso. Ella busca entonces a Vijay donde ella llega a conocer que se ha trasladado a Bangalore. A continuación, se va a trabajar en un hospital para enfermos mentales y se encuentra Vijay, que había paralizado, después de atropellar a la familia de Shivani. Trabaja como voluntaria para cuidar de él y rehabilitarlo. Una vez curado, Vijay pide a Shivani decir que lo ama. Ella abre los brazos hacia él. Mientras se abrazan, ella lo apuñala y luego comienza a atacarlo por todo lo que hizo. Ella confiesa que ella le hizo mejor con un propósito: matarlo. (Ella dice que es un pecado matar a una persona con discapacidad, que no puede defenderse a sí mismo.) Con el tiempo, ambos se cuelgan de un acantilado (con Vijay agarrándose al pie de Shivani). Vijay dice que si él cae a su muerte él tomará a Shivani con él. Shivani luego dice que no es tan necesario para ella vivir como lo es para Vijay morir. Así que ella deja para ir por el precipicio y ambos caen a la muerte.
- Datos: Q551343